# Hrapaciv Iar, Zinkiv
Hrapaciv Iar (în ucraineană Храпачів Яр) este un sat în comuna Perșotravneve din raionul Zinkiv, regiunea Poltava, Ucraina.

## Demografie
Componența lingvistică a localității Hrapaciv Iar
     Ucraineană (100%)
Conform recensământului din 2001, toată populația localității Hrapaciv Iar era vorbitoare de ucraineană (100%).